# Peliala hemonalis
Peliala hemonalis är en fjärilsart som beskrevs av Walker 1859. Peliala hemonalis ingår i släktet Peliala och familjen nattflyn. Inga underarter finns listade i Catalogue of Life.